# Friedrich von Fürstenberg
Friedrich von Fürstenberg, avstrijski rimskokatoliški duhovnik, škof in kardinal, * 8. oktober 1813, Dunaj, † 19. avgust 1892.

## Življenjepis
15. oktobra 1836 je prejel duhovniško posvečenje.
6. junija 1853 je bil imenovan za nadškofa Olomouca in 27. junija istega leta je bil potrjen.
12. maja 1879 je bil povzdignjen v kardinala in imenovan za kardinal-duhovnika S. Crisogono.